# Вернер Стефані
Вернер Стефані (1882 — 1946) — німецький дипломат. Німецький генеральний консул у Києві. Консул у Києві (1924-1928).

## Біографія
Народився у 1882 році. Був консульським секретарем при німецькому посольстві в Москві. Був Генеральним консулом Німеччини у Києві. З 21 березня 1924 по 1928 рр. працював у Києві на посаді консула. Згідно з даними заведеної на нього, досі засекреченої справи за 1925 рік, займався розвідувальною діяльності в Києві та Одесі. Ці відомості доповнюють агентурні дані за 1926 рік, що зберігались у відділі оперативного обліку КДБ. Останню виїзну візу отримав 14 лютого на термін до 14 березня 1928 року. Його змінив на посаді консула у Києві Рудольф Зоммер, а сам він виїхав до Туреччини, на посаду аташе німецького посольства з військових питань. У 1942-43 роках Вернер Стефані перебував в окупованій Одесі.
У Копенгагені, канцлер німецького посольства, керував господарством і касою. У 1945 році заарештований англійськими спецслужбами.